# 熊田貿易
熊田貿易株式会社は日本の鉄道模型の生産、輸出入を行っていた会社である。東京都中央区日本橋浜町に事務所を置く。略号はKMTである。
鉄道模型メーカーとしての歴史は古く、主にアメリカ向けの真鍮製模型の輸出を手がけていた。ディーゼル機関車を得意としていた。他社が製品化しなかったミルウォーキー鉄道のEP2(バイポーラー)等の電気機関車やバッド社のステンレス車体のドームカー等の客車の模型も手がけた。やがて円高になり輸出が鈍化すると、国内向けのOJゲージの製造、販売に乗り出す。現在ではレンツやベモの製品の輸入を手がける。
2018年に鉄道模型、デジタルコマンドコントロール（DCC）事業を中心とした新会社「クマタ貿易株式会社」を設立。熊田貿易の鉄道模型関連事業を承継し事業を継続している。